# 野尻知里
野尻 知里（のじり ちさと、1952年 - 2015年11月13日）は、日本の医師で、テルモ上席執行役員。専門分野は、心臓外科・医用工学。従来製品より血栓のできにくい補助人工心臓「デュラハート」の開発に成功し、重度の心臓疾患で心臓移植の待機列に並ぶ患者らの希望となった。

## 来歴・人物
愛知県豊川市に次女として生まれる。姉は1歳違いであった。父はカメラメーカーミノルタ（当時）に勤務するエンジニアだったが、絵画・俳句・園芸をたしなむ趣味人で、その影響もあり中学時代には美術部に所属した。姉はのちに陶芸家となった。
小学校は愛知県内を4回転校し、小学5年の2学期に大阪府の美陵町立道明寺小学校に転出した。豊川市時代には近所の悪童たちと「四羽がらす」などとあだ名されるほどお転婆の限りを尽くしたが、小学5年生のときには児童会長を務めた。中学校は大阪学芸大学付属平野中学校に進学。小学校の担任に受験を薦められたことと、公立中学校とは異なり、父親の頻繁な転勤に関係なく同じ学校に通い続けられるということもあった。1年生の終わりごろには父親の転勤で兵庫県伊丹市に転居となり、以降は通学に片道2時間掛けることとなった。
大阪府立北野高等学校進学後は水泳部に入部。
学生時代の好きな教科は国語と物理だったという。知里は父親の影響もあり、小学校の頃から俳句をたしなんでおり、読書にも親しんでいた。物理はパズルを解くような感覚だったといい、ノーベル物理学賞をとった湯川秀樹にもあこがれ、進路選択にも影響した。

### 大学進学と挫折
高校卒業後は京都大学理学部に進学。当時は学生運動が盛んな時期であり、機動隊が警戒する中で受験し、入学後も授業が行われず、学生討論が行われるばかりであった。さらには、理学部の入学生281人中女性は2人しかおらず、「女は卒業してもお茶くみの仕事くらいしかない」と言われたことにショックを受けた。知里は子供のころから母親から「職業を身につけなさい」と言われて成長してきたからである。
結局、翌年の1972年（昭和47年）に京都大学医学部を受験し、母の教えを守ることにした。大学時代には弓道部・卓球部に入り、茶道をたしなみ、ジャズ喫茶にも通い、学生運動にも参加し、ガリ版刷りの詩集を自作した。

### 医師時代
京都大学医学部は1978年（昭和53年）に卒業。知里は内分泌系を苦手と感じており、得意としていた物理で理解できる心臓外科医を目指した。しかし、京都大学第二外科は女性用のトイレも宿直室もないことから門前払いを食った。そこで心臓外科の設立計画があるという京都大学結核胸部疾患研究所に入ることができたが、心臓外科が設立される気配もなかったことから教授に直談判し、京都大学の関係大学でもあった九州の小倉記念病院に職を得た。1年在籍後、心臓血管外科の設立業務のため熊本赤十字病院に移った。設立間もない心臓外科では最先端の心臓治療を望むべくもなく、1981年（昭和56年）には東京女子医科大学付属日本心臓血圧研究所に移った。
1986年（昭和61年）に博士号を取得。同年から3年間はアメリカのユタ大学に研究員として留学。ユタ大学は人工心臓の研究で世界的に知られていた。知里の留学当時はバイオマテリアル研究が全盛で、留学当初は抗血栓性材料の研究、後半は心臓ポンプ研究に移った。留学3年目には「人工臓器の父」とも称されるウィリアム・コルフと出会い、帰国時には日本での研究のために小型人工心臓をはなむけとして贈られるほど親交を深めた。

### テルモ時代
帰国後、引き続き東京女子医科大学心臓外科の医局に身を置くが、人工心臓研究を続けるため、テルモが行っていた医科学研究所設置のための研究員募集に応じ、1991年（平成3年）にテルモに移った。同年、テルモ研究開発センター主任研究員となる。
同僚の発言をヒントに補助人工心臓に磁気浮上型遠心ポンプを使うこととし、磁気浮上型遠心ポンプを考案した京都大学工学部赤松映明教授（当時）とベアリングメーカーNTNとの共同研究という形で研究開発が始まった。
翌年の1995年（平成7年）にはNEDOの「体内埋め込み型人工心臓システム」研究プロジェクトにテルモが主幹企業として関わることとなった。同時期の1994年（平成6年）には、ポンプのヒントとなる発言をした6歳下の同僚の男性と結婚し、翌年一女を儲け、公私ともに充実した生活を送ることとなる。産休は最低限しか取らず、出産後も1週間で職場に復帰した。出産後2ヶ月は両親の援助もあり、その後は2ヶ月児保育を試験的に行っていた保育園に預けた。
1998年（平成10年）にはヒツジ「ノンノ」に人工補助心臓を付ける実験を行い、864日生存の世界最長記録を樹立する。実験の成功で人工心臓の成功を確信した知里は商品化を会社に提案した。1999年（平成11年）に事業化が決定した。しかし、日本では人工心臓製造の事業化は困難であると判断し、2000年（平成12年）にアメリカミシガン州に拠点を置くことになる。当時娘は5歳だったが、夫とともに渡米することになった。

### テルモハート時代
2003年（平成15年）アメリカのテルモハート社長兼CEOとなる。2004年（平成16年）1月にはドイツバドユーンハウゼンで補助人工心臓の臨床試験が開始された。試験初期の2004年（平成16年）には死亡事故もあったが、すぐに対処した。血栓のできにくい装置であり、使用に当たっては血液凝固を防ぐ薬の量を従来製品より減らす必要があったが、医師がこれを守らず従来通り投与したことから生じた事故であった。2007年（平成19年）にはヨーロッパにおいて販売が承認された。
2007年（平成19年）に日本イノベーター大賞および日経ウーマンの「ウーマン・オブ・ザ・イヤー2008」大賞をそれぞれ受賞している。
人工心臓の市場規模が日本の10倍ともされるアメリカでのビジネスを円滑にするため、2008年（平成20年）にはテルモハートの社長・CEOにアメリカ人を据え、自身は会長兼CMO（チーフ・メディカル・オフィサー）に就いた。また、2009年（平成21年）6月にテルモ本社でも上席執行役員・CMOに着任した。
2008年（平成20年）にはアメリカおよび日本でも臨床試験の段階に移った。2010年（平成22年）、「デュラハート」が日本でも販売承認。
2015年（平成27年）テルモを定年退職。国民の健康増進を目指す国家プロジェクトの東京大学COI（センターオブイノベーション）研究機構の副機構長となるが、志半ばで亡くなった。

## デュラハート
心臓移植の待機者の心臓の脇に埋め込んで使う装置で、血栓ができにくいという特長がある。電動モーターを用いた人工補助心臓では軸受の摩擦によって血栓ができてしまうため、デュラハートでは血液を送り出すための羽根車を磁力で浮かせて回転させている。材質はチタンで、リチウム電池1個で3時間半から4時間程度稼働する。開発期間は12年。2007年（平成19年）、ヨーロッパで発売が開始された。日本イノベーター大賞受賞。

## 著書
- 『心臓外科医がキャリアを捨ててCEOになった理由』東洋経済新報社、2015年

## 出演
- NHK プロフェッショナル 仕事の流儀 2008年10月28日放送[WEB 1]

### WEB
1. ↑  “プロフェッショナル仕事の流儀 これまでの放送 第101回 2008年10月28日放送”.   日本放送協会. 2022年9月23日閲覧。

### 新聞
1. 1 2 3 4 5 6 7 8 9 10 11 12 13 14 15  「患者のため あきらめない(2) テルモハート会長・野尻知里さん 転校重ね 野山を駆け回った小学校時代 物理好きの文学少女 理学部に進み挫折「手に職を」と医学部に転じ 良き仲間得る（人間発見）」『日本経済新聞夕刊』2009年8月18日、17面。
2. 1 2 3 4 5  「患者のため あきらめない(3) テルモハート会長・野尻知里さん 心臓外科への思い断てず 九州で研修医に 昼夜問わぬ診療の日々 博士号得て米留学 ユタ大で出会った権威 研究者魂を学ぶ（人間発見）」『日本経済新聞夕刊』2009年8月19日、11面。
3. 1 2 3 4 5 6 7 8  「患者のため あきらめない(4) テルモハート会長・野尻知里さん 研究への思いが募り テルモに転職 新型ポンプに着眼 人工心臓の商品化提案 結婚・出産経て渡米 家族支えに開発続ける（人間発見）」『日本経済新聞夕刊』2009年8月20日、9面。
4. ↑  「患者のため あきらめない(1) テルモハート会長・野尻知里さん 外科医として救えぬ命を目のあたりに 開発者に転身 永久使用の人工心臓めざす 渡米し新社設立 望み捨てず社員と挑戦（人間発見）」『日本経済新聞夕刊』2009年8月17日、11面。
5. 1 2 3  「患者のため あきらめない(5) テルモハート会長・野尻知里さん 欧州で販売承認 医師との信頼関係が原動力 日米でも治験開始 世界展開へ人脈生かす 「万能細胞で心臓」が夢 使命感いつまでも（人間発見）」『日本経済新聞夕刊』2009年8月21日、9面。
6. ↑  田辺功「欧州で販売承認された最新鋭の人工心臓開発者・野尻知里さん（ひと）」『朝日新聞朝刊』2007年6月21日、2面。
7. 1 2 3 4 5  長谷部耕二「新型の補助人工心臓を開発した野尻知里さん（顔）」『読売新聞朝刊』2007年12月28日、2面。

### 書籍
1. 1 2 3  野尻知里 2015, p. 81.
2. 1 2 3 4 5 6 7 8 9 10  日外アソシエーツ 2020, p. 489.
3. 1 2 3 4 5 6 7 8  青柳清子 2022, p. 52.
4. ↑  野尻知里 2015, p. 82.
5. ↑  野尻知里 2015, p. 87.
6. ↑  野尻知里 2015, p. 88.
7. 1 2 3  野尻知里 2015, p. 6.
8. ↑  野尻知里 2015, p. 4.
9. ↑  NHK「プロフェッショナル」制作班 2010, p. 241.
10. ↑  NHK「プロフェッショナル」制作班 2010, p. 236.